# Dingtuna station

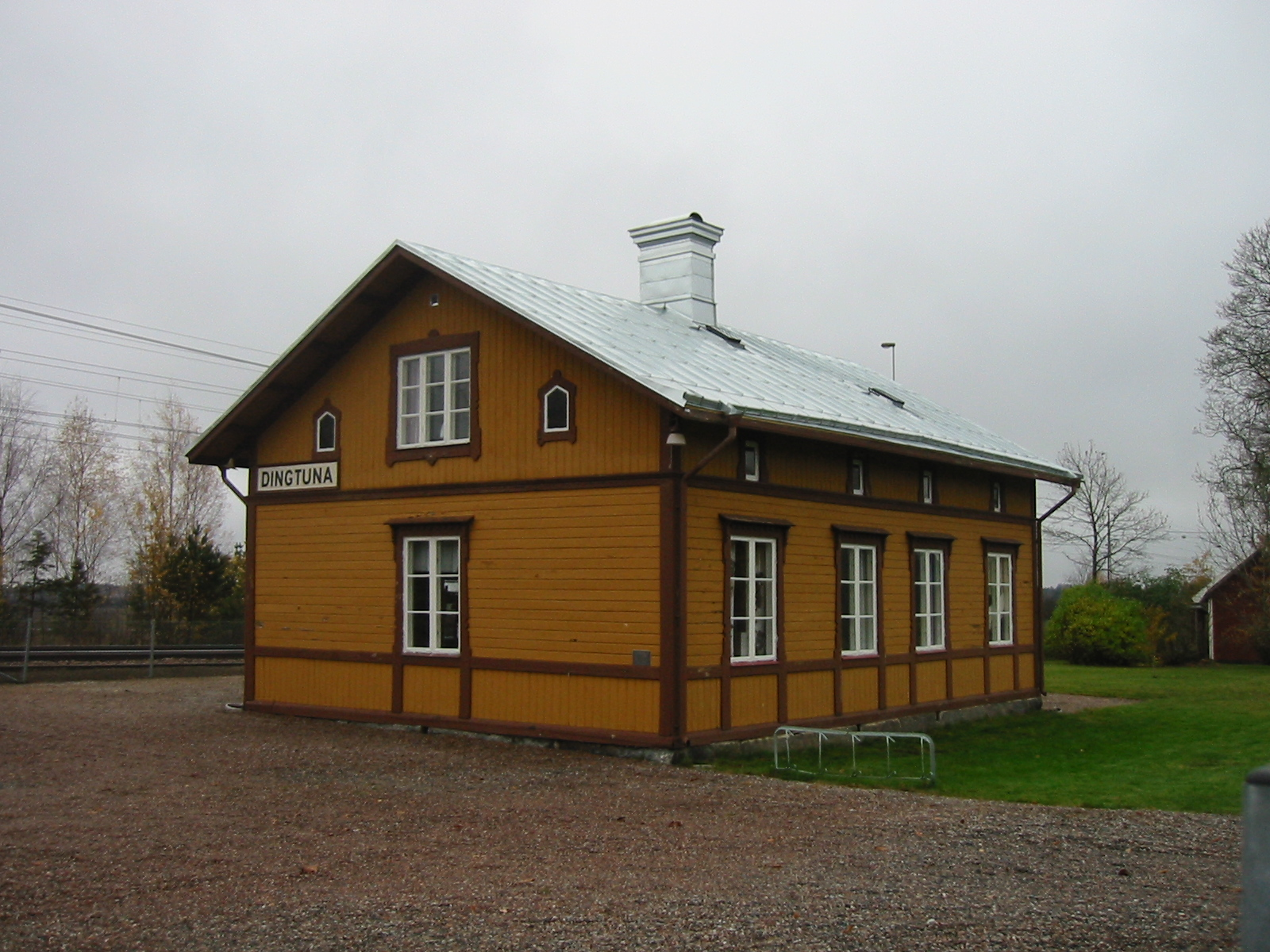
Dingtuna gamla stationshus (2011)

Dingtuna station är en järnvägsstation utefter Mälarbanan i Dingtuna, cirka 10 km väster om Västerås.
Dingtuna gamla stationshus invigdes den 12 december 1876, ett par år efter att järnvägen mellan Köping–Västerås–Tillberga tagits i bruk av SWB. Stationshuset har fortfarande (2011) samma utformning som vid invigningen. Stationshuset ägs sedan 2003 av Dingtuna-Lillhärad sockengille.
Persontrafiken till Dingtuna upphörde 1966 och godstrafiken 1973. Persontrafiken återupptogs 1995, ett par år efter att dubbelspåret Kolbäck–Västerås färdigställts. Dingtuna trafikeras av Tåg i Bergslagen och har förbindelse med Västerås och Fagersta–Ludvika utefter Bergslagspendeln. Tågen gör dock inte uppehåll vid det gamla stationshuset utan från perronger cirka 150 meter väster om stationshuset.
Filmen Lotta på Bråkmakargatan är delvis inspelad vid Dingtuna järnvägsstation.